# Nick Heyward

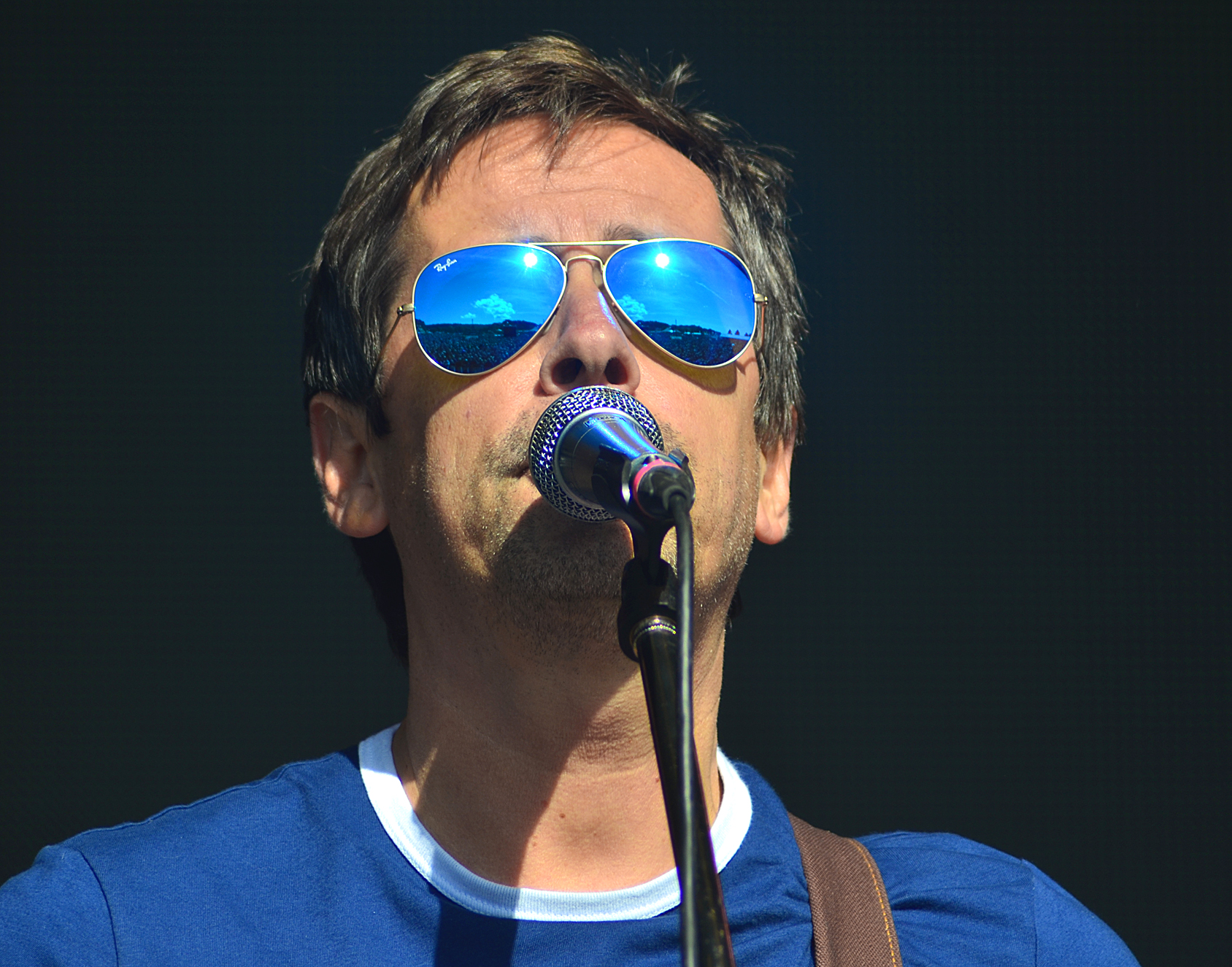
Nick Heyward 2015

Nick Heyward (* 20. Mai 1961 in Beckenham, Grafschaft Kent) ist ein englischer Musiker.

## Karriere
Nick Heyward war Sänger und Gründungsmitglied der New-Wave-Gruppe Haircut 100, die mit ihrem Debütalbum Pelican West über England hinaus erfolgreich war. Auf dem Höhepunkt des Erfolgs der Band machte er sich aber selbständig. Bereits ein Jahr nach dem Durchbruch erschien sein erstes Soloalbum North of a Miracle. Damit erreichte er die Top 10 in seiner Heimat und Gold-Status. Außerdem kamen drei Songs unter die Top 15 der Singlecharts. Danach beschränkten sich seine Erfolge bis zum Ende der 1980er auf ein paar kleinere Singlehits.
International zeigte man wenig Interesse an Heyward. Erst mit seinem Comeback-Album From Monday to Sunday hatte er 1993 zwei kleinere Hits mit Kite und He Doesn’t Love You Like I Do in den USA bzw. in Deutschland. Nach einem weiteren Album wurde es allerdings ruhig um ihn. Erst 2017 kehrte er mit dem Album Woodland Echoes noch einmal in die britischen Charts zurück.

## Diskografie

### Alben
| Jahr | Titel              | Höchstplatzierung, Gesamtwochen, AuszeichnungChartsChartplatzierungen (Jahr, Titel, Platzierungen, Wochen, Auszeichnungen, Anmerkungen) | Anmerkungen |
| Jahr | Titel              | UK | Anmerkungen |
| ---- | ------------------ | --- | ----------- |
| 1983 | North of a Miracle | UK10 Gold · (13 Wo.)UK |             |
| 1995 | Tangled            | UK93 (1 Wo.)UK |             |
| 2017 | Woodland Echoes    | UK89 (1 Wo.)UK |             |

Weitere Alben
- Postcards from Home (1986)
- I Love You Avenue (1988)
- From Monday to Sunday (1994)
- The Apple Bed (1996)
- The Greatest Hits of Nick Heyward & Haircut 100 (1996)
- Open Sesame Seed (mit Greg Ellis, 2001)
- The Very Best Of (2003)
- The Mermaid and the Lighthouse Keeper (mit India Dupre, 2006)

### Singles
| Jahr | Titel Album                                         | Höchstplatzierung, Gesamtwochen, AuszeichnungChartplatzierungen (Jahr, Titel, Album, Platzierungen, Wochen, Auszeichnungen, Anmerkungen) | Höchstplatzierung, Gesamtwochen, AuszeichnungChartplatzierungen (Jahr, Titel, Album, Platzierungen, Wochen, Auszeichnungen, Anmerkungen) | Anmerkungen                       |
| Jahr | Titel Album                                         | DE | UK | Anmerkungen                       |
| ---- | --------------------------------------------------- | --- | --- | --------------------------------- |
| 1983 | Whistle Down the Wind North of a Miracle            | — | UK13 (8 Wo.)UK |                                   |
| 1983 | Take That Situation North of a Miracle              | — | UK11 (10 Wo.)UK |                                   |
| 1983 | Blue Hat for a Blue Day North of a Miracle          | — | UK14 (8 Wo.)UK |                                   |
| 1983 | On a Sunday North of a Miracle                      | — | UK52 (7 Wo.)UK |                                   |
| 1984 | Love All Day (And Night)                            | — | UK31 (6 Wo.)UK |                                   |
| 1984 | Warning Sign                                        | — | UK25 (10 Wo.)UK |                                   |
| 1985 | Laura                                               | — | UK45 (4 Wo.)UK |                                   |
| 1986 | All Over the Weekend Postcards from Home            | — | UK43 (5 Wo.)UK |                                   |
| 1986 | Goodbye Yesterday Postcards from Home               | — | UK82 (3 Wo.)UK |                                   |
| 1988 | You’re My World I Love You Avenue                   | — | UK67 (3 Wo.)UK |                                   |
| 1993 | Kite From Monday to Sunday                          | — | UK44 (2 Wo.)UK | Platz 4 der US-Alternative-Charts |
| 1993 | He Doesn’t Love You Like I Do From Monday to Sunday | DE55 (12 Wo.)DE | UK58 (2 Wo.)UK |                                   |
| 1995 | The World Tangled                                   | — | UK47 (2 Wo.)UK |                                   |
| 1996 | Rollerblade (A Hard Days’ Nick Single) Tangled      | — | UK37 (2 Wo.)UK |                                   |

Weitere Singles
- My Pure Lady (1984)
- Tell Me Why (1989)
- The Man I Used to Be (1997)
- Today (1997)
- Stars in Her Eyes (1998)
- Baby Blue Sky / Mountaintop (2017)